# Chích bông đầu dài
Chích bông đuôi dài (danh pháp hai phần: Orthotomus sutorius) là một loài chim dạng sẻ thuộc chi Chích bông trong họ Chiền chiện. Loài này phân bố ở khắp các xứ nhiệt đới châu Á.

## Phân loài
Một số phân loài được công nhận trong phạm vi phân bố rộng khắp của nó ở Nam Á và Đông Nam Á. Chủng danh định phân bố tại các vùng đất thấp của Sri Lanka. Chủng fernandonis được tìm thấy ở các vùng cao nguyên của Sri Lanka. Láng giềng Ấn Độ có chủng guzuratus ở bán đảo và kéo dài về phía tây tới Pakistan, trong khi về phía bắc thì chủng patia được tìm thấy ở Terai của Nepal dọc theo chân núi Hymalaya cho đến tận Myanma. Một quần thể nhỏ chủng patia cũng được tìm thấy ở phía bắc Đông Ghats (Wangasara). Vùng đồi núi phía đông bắc Ấn Độ có chủng luteus. Tại khu vực Đông Nam Á các chủng inexpectatus và maculicollis được tìm thấy tương ứng ở Thái Lan, Lào và Việt Nam cũng như Malaysia, Campuchia và Việt Nam. Phía đông nam Trung Quốc, bao gồm cả đảo Hải Nam và Bắc Bộ Việt Nam có chủng longicauda trong khi chủng edela được tìm thấy trên đảo Java.

## Hình ảnh

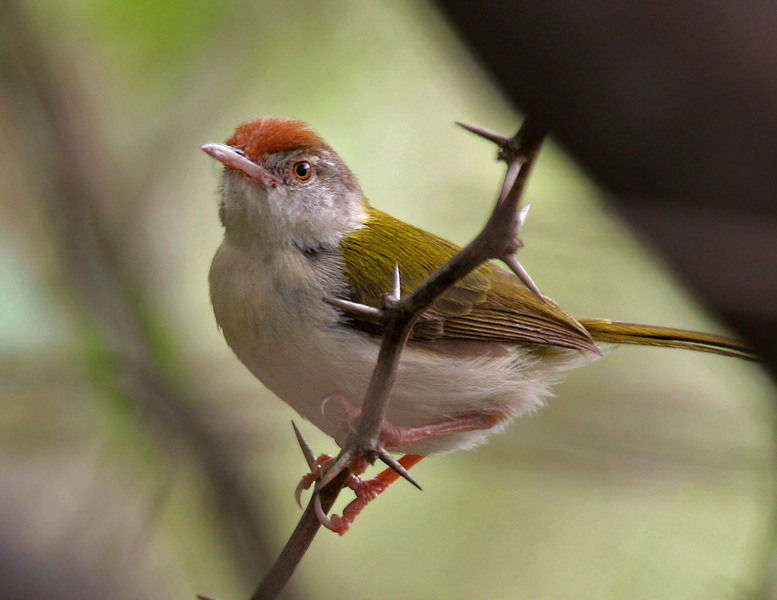
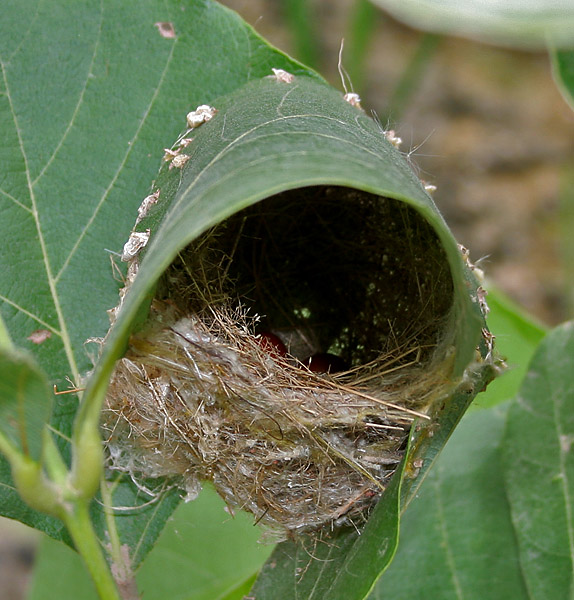
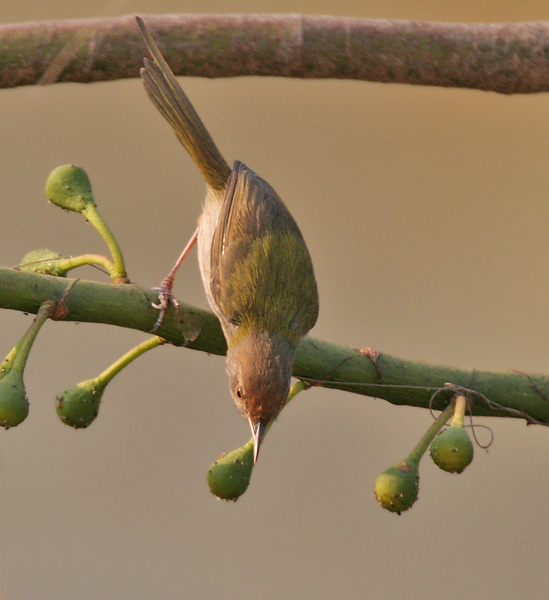
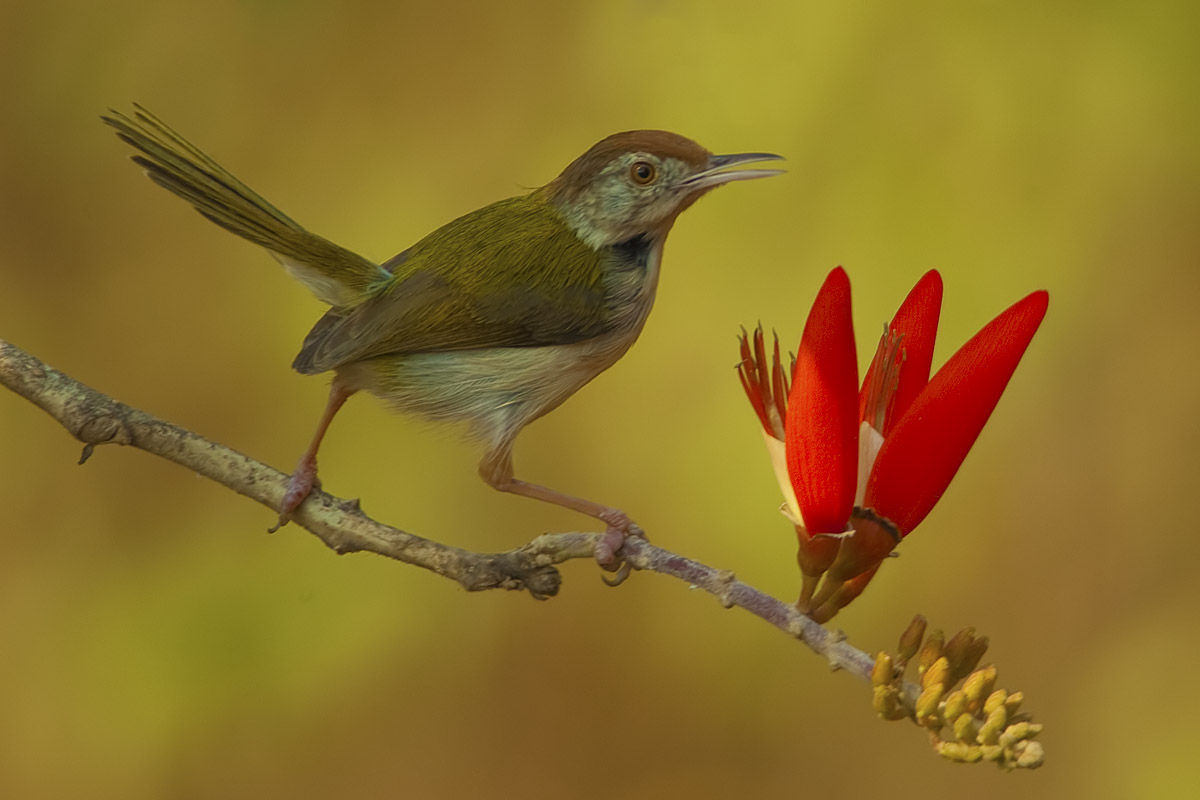